# ロード・ジム
『ロード・ジム』（Lord Jim）は、ジョセフ・コンラッドの長編小説。雑誌『ブラックウッド』に1899年10月から1900年11月にかけて掲載された。1880年に起きた、メッカへの巡礼者たちを載せた船の沈没事故から構想し、そのとき船を見捨てて逃げたジムという船員を造形して、その生涯を描いた作品である。
作品はジムの生涯を語り手のマーロウが語るという形式で進められる。マーロウは、コンラッドの代表作、短編『若さ（青春）』、中編『闇の奥』にも語り手として登場する。訳者柴田元幸は「世界文学全集」（河出書房新社）の解説で、作者には『若さ』から『ロード・ジム』までの3作をひとまとめにする構想があったと記している。
池澤夏樹は、自選の世界文学全集（上記）に、本作品を選んだ理由を「卑怯者に栄光はあるか？　これは最も現代的な古典であり名作である」と記している。

## 主な日本語訳
- 『ロード・ジム』柴田元幸訳、河出文庫（上記の新版、電子書籍も刊）、2021年。ISBN 978-4-309-46728-3
- 『ロード・ジム』鈴木建三訳（上下）、2024年 - グーテンベルク21（電子書籍）で再刊

## 1965年のイギリス映画
脚色・製作・監督をリチャード・ブルックスが務めた。出演はピーター・オトゥールやジェームズ・メイソンなど。配給はコロンビア ピクチャーズ。スーパー・パナビジョン作品。
日本では、伊丹十三や斎藤達雄が出演したことでも知られる。

### キャスト
| 役名             | 俳優                   | 日本語吹替 | 日本語吹替 |
| 役名             | 俳優                   | TBS版      | NET版      |
| ---------------- | ---------------------- | ---------- | ---------- |
| ロード・ジム     | ピーター・オトゥール   | 木下秀雄   | 井上孝雄   |
| ブラウン         | ジェームズ・メイソン   | 雨森雅司   | 池田忠夫   |
| コーネリアス     | クルト・ユルゲンス     | 須永宏     | 横森久     |
| 将軍             | イーライ・ウォラック   | 大塚周夫   | 穂積隆信   |
| マーロウ         | ジャック・ホーキンス   | 塩見竜介   | 藤本譲     |
| スタイン         | ポール・ルーカス       | 千葉耕一   | 宮川洋一   |
| 少女             | ダリア・ラヴィ         |            |            |
| ションバーグ     | エイキム・タミロフ     |            |            |
| ドゥ・ラミン村長 | 斎藤達雄               |            |            |
| ワリス           | 伊丹十三               | 石森達幸   |            |
| パトナ号船長     | ウォルター・ゴテル     |            |            |
| フランス人将校   | クリスチャン・マルカン |            |            |

- TBS版：初回放送1971年3月29日『月曜ロードショー』
- NET版：初回放送1975年7月6日『日曜洋画劇場』